# Blepisanis subcallosa
Blepisanis subcallosa är en skalbaggsart som beskrevs av Stefan von Breuning 1950. Blepisanis subcallosa ingår i släktet Blepisanis och familjen långhorningar. Inga underarter finns listade.